# Rhynchagrotis insularis
Rhynchagrotis insularis är en fjärilsart som beskrevs av Augustus Radcliffe Grote 1876. Rhynchagrotis insularis ingår i släktet Rhynchagrotis och familjen nattflyn. Inga underarter finns listade.